# 그리스어 통역관

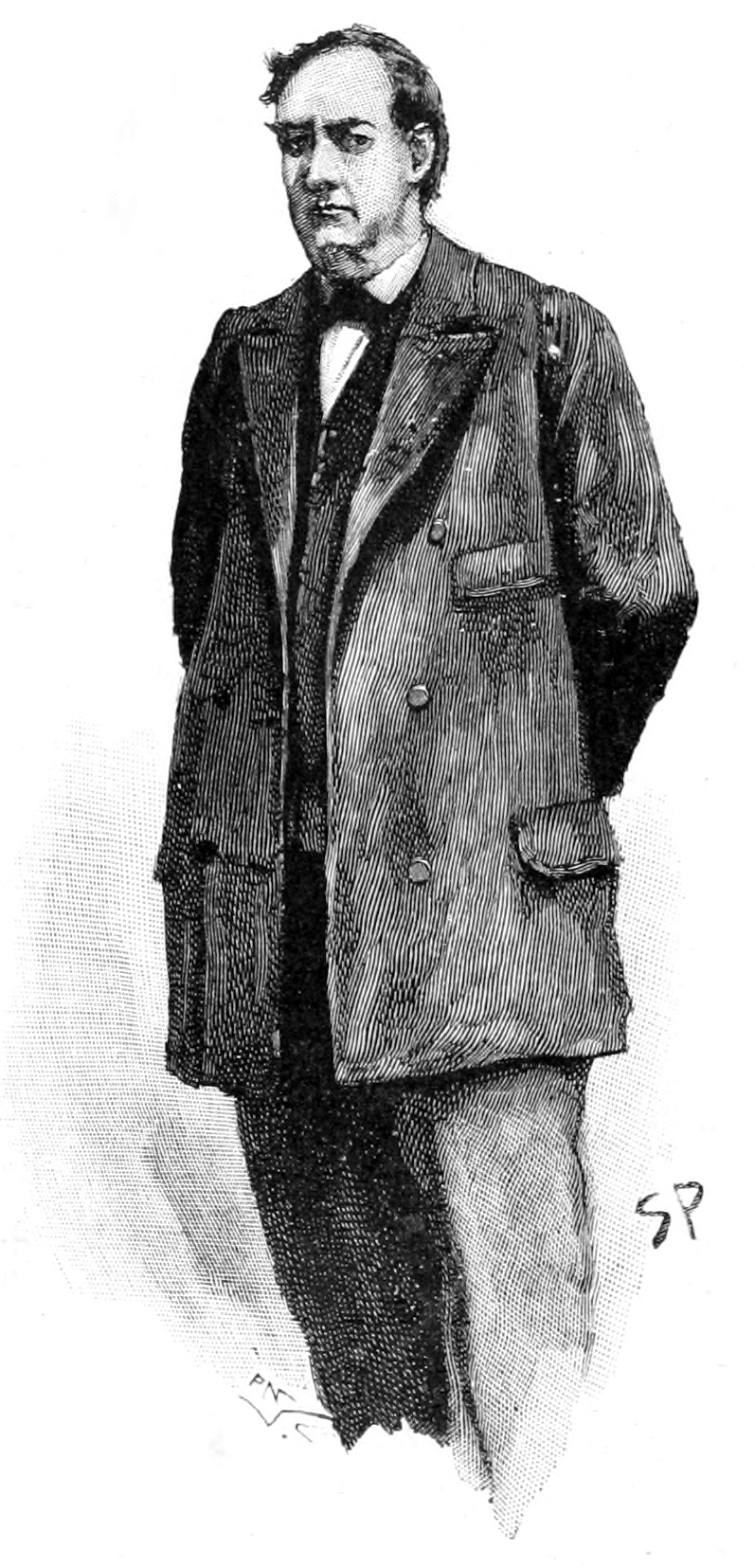
시드니 파젯이 스트랜드 잡지에 묘사한 마이크로프트 홈즈

《그리스어 통역관》(The Greek Interpreter)는 영국 작가인 아서 코난 도일의 56개 셜록 홈즈의 단편 소설 중 하나이며, 단편집 《셜록 홈즈의 회상록》에 수록되어 있다. 이 작품은 1893년 스트랜드 잡지(Strand Magazine)에 처음으로 발표되었다. 이 작품에는 홈즈의 형인 마이크로프트 홈즈가 등장한다.

## 줄거리
그리스어 통역관인 멜라스는 마이크로프트 홈즈에게 특이한 경험을 얘기한다. 마이크로프트 홈즈는 동생인 셜록 홈즈처럼 관찰과 추리에 탁월한 능력을 가지고 있었다. 셜록 홈즈는 자신보다 형의 능력이 훨씬 뛰어나지만 게으르고 몸을 움직이는 것을 싫어하는 타입이라고 말했다.
멜라스는 어느 날 저녁 헤롤드 레티머라는 사람의 부름을 받고 사업상 필요한 그리스어 통역을 해주기 위해 켄싱턴에 있는 그의 집으로 갔다. 집으로 가는 레티머의 마차는 창이 종이로 덧씌워져 어디로 가고 있는지 알 수가 없었다. 또한 레티머는 몽둥이를 꺼내 놓고 암묵적으로 협박하기도 했다. 멜라스는 불법이라고 저항했지만, 레티머는 이 일을 알리면 재미없을 것이라고 협박했다.
약 두 시간을 달려 마침내 레티머의 집에 도착했다. 해는 져서 어두웠고, 멜라스는 마차에서 떠밀리 듯 내려서 집으로 들어갔다. 집안은 어두웠지만 매우 컸다. 그가 끌려간 방 안에는 신경질적이고 낄낄거리고 웃는 남자가 있었다. 그 남자는 후에 윌슨 켐프로 밝혀졌다.
다른 남자가 방안으로 들어왔다. 그는 마르고 수척했으며 얼굴에는 회반죽 투성이였다. 멜라스는 무언가 잘못되었다고 느꼈다. 멜라스는 납치범들이 그리스어에 무지하다는 점을 이용해 어떻게 된 연유인지 알아내었다. 레티머와 낄낄거리는 사내는 잡혀온 남자에게 서류에 서명하라고 멜라스에게 통역을 시켰다. 멜라스는 질문 끝에 자신이 궁금한 점을 덧붙여 물어보았다. 그는 서류에 서명하지 않겠다고 대답하고, 멜라스에게 자신의 이름은 폴 크라티데스이며 런던에 3주간 있었으며, 여기가 어디인지 모르고 자신을 계속 굶겼다고 답변했다. 입에 재갈을 물렸기 때문에 그 남자는 모든 답변을 글로 썼다.
레티머에게 한 크라티데스의 답변으로 전후사정을 충분히 추론할 수 있었다. 분명히 레티머는 크라티데스에게 재산양도를 강요하고 있었고 한 여자가 연관되어 있었다. 레티머는 크라디데스가 고집을 부리면 여자에게 좋지 않을 것이라고 경고했다.
그 여자가 갑작스레 들어오지 않았더라면 멜라스는 그에게서 모든 사정을 알아낼 수 있었다. 하지만 여자의 출현으로 새로운 내용을 알 수 있었다. 그녀는 크라티데스를 "폴"이라 불렀고, 그는 입에 물려있던 재갈을 간신히 떼어내고 그녀에게 "소피"라고 외쳤다. 둘은 여기서 만난 것이 뜻밖이라는 듯이 행동했다.
멜라스는 다시 마차에 실려왔고 빅토리아 역으로 가는 마지막 열차를 탈 수 있었다. 그리고 그는 디오게네스 클럽에서 마이크로프트와 셜록에게 자신이 겪은 이야기를 들려주었다.
신문에 이들을 아는 사람이 있는지를 묻는 광고가 실렸고 응답이 왔다. 대븐포트씨가 그 여자를 알고있고, 그녀는 지금 베켄햄에 거주하고 있다고 했다. 셜록 홈즈와 형 마이크로프트는 베켄햄에 가서 조사하기로 했다. 물론 왓슨과 그렉슨 경위도 동행하기로 했다. 그리고 통역이 필요할 경우를 대비해서 멜라스도 같이 가기로 했다. 하지만 멜라스는 이미 신경질적이고 낄낄거리는 사내에게 납치되어 있었다. 홈즈는 뭔가 사건이 벌어지고 있다고 직감했다. 틀림없이 그 악당들은 멜라스가 배신한 사실을 알고 있을 것이다.
영장 발급을 위한 법적절차를 거친 후에, 그들은 그 집을 찾기위해 베켄햄으로 향했다. 그 집에 당도해서 보니, 이미 짐을 가득실은 마차가 빠져나간 흔적이 있었다. 집안의 잠긴 방에서 멜라스와 크라티데스를 찾았다. 방안에 목탄을 피워놓아 둘은 일산화탄소에 중독되어 있었다. 크라티다스는 사망했고 멜라스는 왓슨의 재빠른 조치덕분에 목숨을 건졌다.
크라티데스는 서류에 서명을 하지 않은 것 같았다. 소피의 친구가 소피의 오빠인 크라티데스에게 연락해서 라티머와 함께 있는 소피가 위험하다고 알려주었다. 그는 영국으로 와서 라티머를 찾았다. 라티머는 크라티데스에게 여동생의 재산을 양도하는 서류에 서명하라고 강요했지만 그는 거절했다.
그 후 라티마와 켐프에 대해 들은 내용은 헝가리에서 두 사람 모두 칼에 찔려 죽었다는 뉴스 뿐이었다. 공식적인 보도에 의하면 둘 사이에 싸움이 있었다고 했다. 하지만 홈즈는 아마도 소피가 그들에게 복수를 했다고 생각했다.